# 宣伝屋
宣伝屋（せんでんや）は、街頭や店頭で巧みな口上を操りながら、通りすがりの人の前で実際に商品を扱い商品を説明しながら売っていく実演販売を生業としている者のことを指す。
近年各メーカーが店頭に販売員を派遣させて実演販売を行わせている場合が多いが、実演販売を生業としている者は自らを宣伝屋と呼び彼らと区別をしている。
宣伝屋は最初に口上を教えてもらった人を師匠と呼ぶ。